# LaDainian Tomlinson
Pour les articles homonymes, voir Tomlinson.
College Football Hall of Fame 2014
Pro Football Hall of Fame 2017
(en) Statistiques sur pro-football-reference
 LaDainian « L. T. » Tomlinson, né le 23 juin 1979 à Rosebud au Texas, est un joueur américain de football américain ayant évolué au poste de running back dans la National Football League (NFL).

## Biographie

### Carrière universitaire
Malgré ses capacités, il n'a pas eu les faveurs des recruteurs universitaires de par son choix tardif de jouer demi offensif, au collège. Il rejoint ainsi en 1997 les modestes Horned Frogs de TCU de la Texas Christian University, jouant en Western Athletic Conference.
Il aide, en 1998, son équipe à remporter son premier Bowl en plus de 40 ans, le Sun Bowl contre les Trojans de l'USC. En 1999, au cours d'une rencontre contre UTEP, il devient le recordman NCAA du plus grand nombre de yards parcourues en un seul match, avec 406, record qu'il ne détient plus d'ailleurs (408 yards parcourues par Melvin Gordon de l’université du Wisconsin).
En 2000, après avoir couru 2158 yards et inscrit 22 touchdowns, il est nationalement reconnu, et termine finaliste et quatrième pour le trophée Heisman. Son équipe retire d'ailleurs son numéro 5 quelques années plus tard.

### Carrière professionnelle

#### Avec les Chargers de San Diego

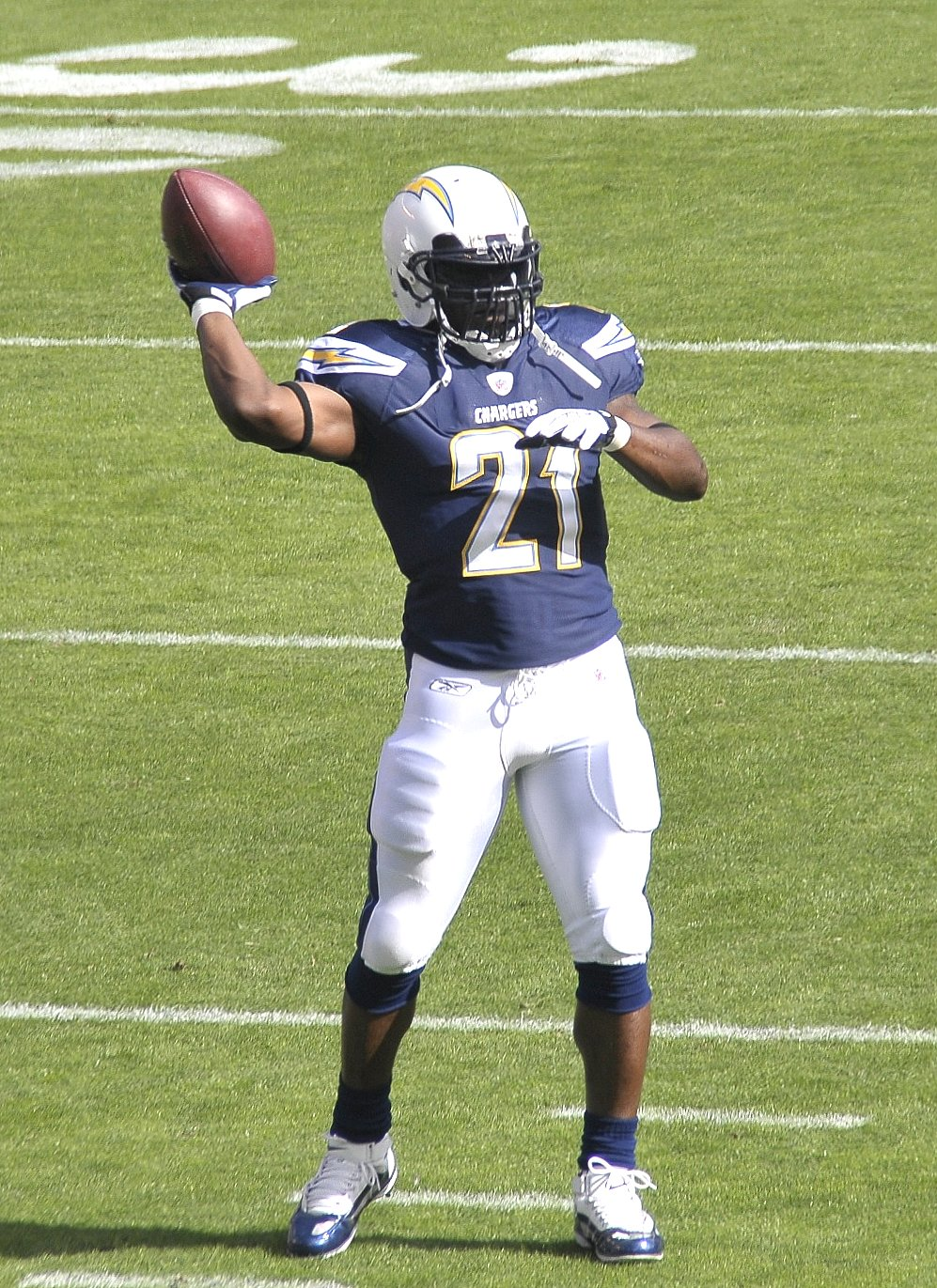
Tomlinson, sous le maillot des Chargers.

Il est sélectionné à la 5e place (1er tour) de la draft 2001 par les Chargers de San Diego.
Il devient le demi offensif titulaire des Chargers dès sa saison recrue, au cours de laquelle il court pour 1236 yards et inscrit 10 touchdowns. En 2003, il devient le premier joueur à courir pour plus de 1000 yards, tout en accumulant plus de 100 réceptions. Ses statistiques s'améliorent d'années en années, et en 2005, il cumule 1462 yards à la course et inscrit 18 touchdowns, ce qui lui vaut d'être reconnu comme l'un des meilleurs demis offensifs de l'année, avec Shaun Alexander. Il égale en même temps le record du nombre de matchs consécutifs avec au moins un touchdown marqué : 18.

##### Most Valuable Player(2006)
La saison 2006 est l'occasion pour lui de faire exploser son talent. Finissant la saison 1815 yards à la course, 28 touchdowns courus et seulement 2 fumbles, il parvient à mener son équipe au meilleur bilan de son histoire avec 14-2.
Il bat à cette occasion de nombreux records, comme le record de matchs pour atteindre 100 touchdowns, avec 89, dépassant donc l'ancien record détenu par les légendes Jim Brown et Emmitt Smith de 94 matchs. Un autre record remarquable est celui du plus grand nombre de touchdowns marqués durant une saison, à la fois seulement à la course (28) et au nombre total de touchdowns (31), grâce à trois touchdowns marqués sur réception de passe (dépassant à cette occasion le record de 28 établi par Shaun Alexander l'année précédente).
Malgré une défaite en play-offs contre les Patriots de la Nouvelle-Angleterre, cette saison impressionnante lui vaut l'honneur d'être largement élu Most Valuable Player, c'est-à-dire meilleur joueur de cette saison, par 44 voix sur 50 par le panel de journalistes et de spécialistes sportifs. Il reçoit ensuite d'autres honneurs, comme celui d'être le Joueur Offensif de l'année, le codétenteur du Walter Payton Man of the Year Award, ou même désigné Sportif masculin de l'année par ESPY.
En 2007, avec 1474 yards au compteur, il devient le premier joueur depuis Edgerrin James en 2000 à être le meilleur coureur en termes de yards deux saisons de suite. Après une bonne saison, son équipe aborde les play-offs avec confiance, mais il est sérieusement blessé au genou au cours de la victoire contre les Colts d'Indianapolis lors du match de division. Cela l'empêche de participer correctement à la Finale de Conférence, où les Chargers se font défaire 21-12 par les Patriots.
Atteint par la blessure, il ne peut participer au camp d'entraînement de son équipe en 2008, bien qu'il réussisse à commencer la saison. Toutefois, son niveau est en baisse, et même s'il réussit à finir la saison avec plus de 1000 yards au compteur pour la 8e fois consécutive, ses 1110 yards parcourus sont alors le total le plus faible de sa carrière. Lors du dernier match de la saison, il se blesse, ce qui l'empêche une fois de plus de pouvoir participer complètement aux play-offs.

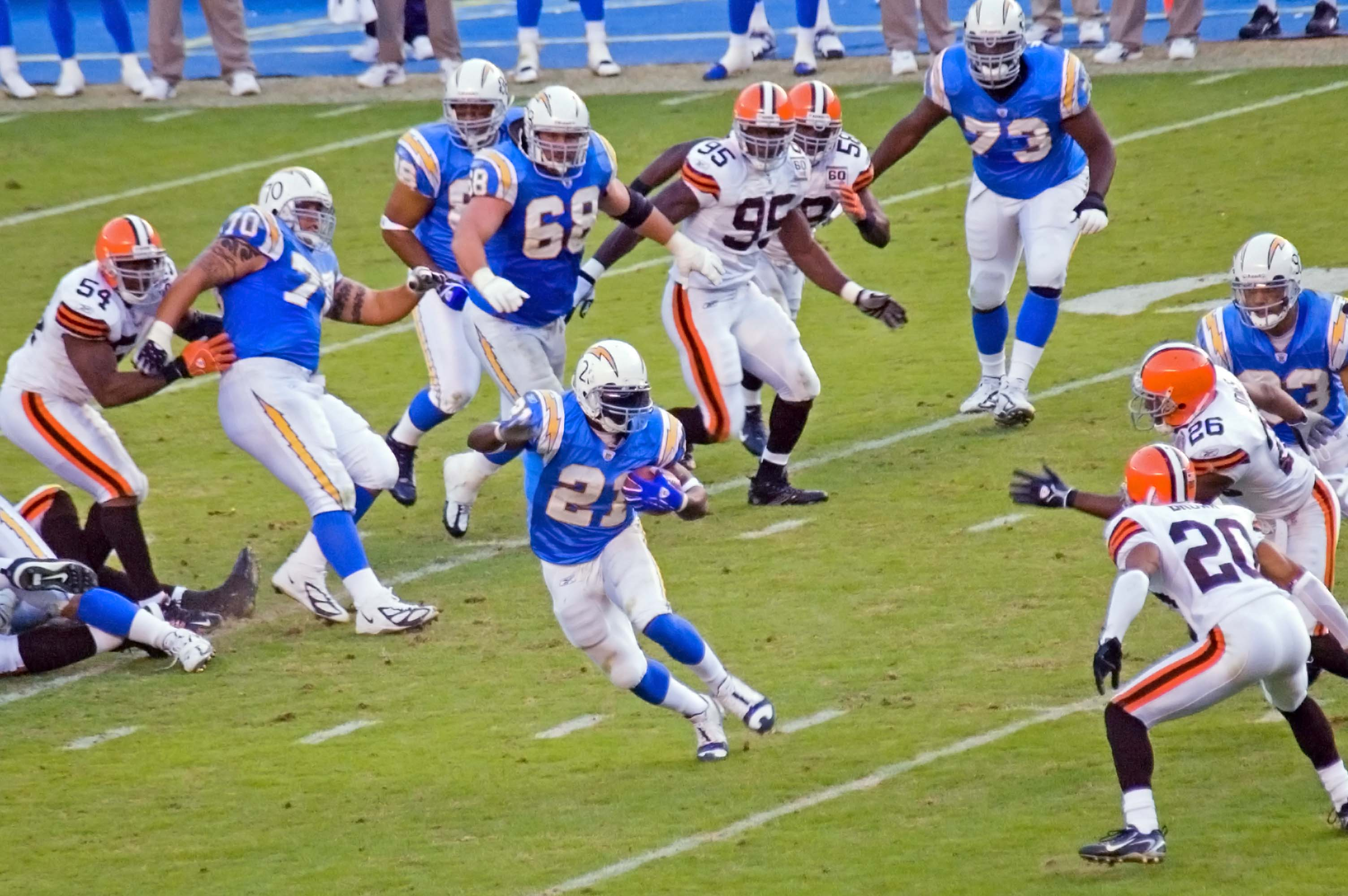
LaDanian Tomlinson dans un match contre les Browns de Cleveland.

De nouveau sujet à des blessures, il rate ensuite les premiers matchs de la saison 2009. Sa production décline alors considérablement, et si son total de touchdowns par exemple est encore satisfaisant, il souffre de l'une des plus petites moyennes de yards gagnés par course (3,3 yards). Il finit d'ailleurs la saison avec seulement 730 yards amassés. Si son équipe réalise encore une bonne saison, avant d'être éliminée en play-offs par les Jets de New York, c'est pour une fois sans s'appuyer sur son jeu de course. Une fois la saison terminée, les Chargers préfèrent mettre fin à son contrat.

#### Avec les Jets de New York
Le 14 mars 2010, il signe avec les Jets de New York un contrat de deux ans, pour 5,2 millions de dollars. Malgré la volonté de LaDainian de rester un running back de premier plan, la faiblesse du contrat marque clairement son statut de remplaçant, ou de soutien d'un running back principal. Il est pourtant utilisé autant que Shonn Greene durant la saison 2010.
Le 3 octobre, il réalise son premier match à plus de 100 yards avec sa nouvelle équipe. Puis le 31 octobre 2010, il devient le seul joueur, avec Walter Payton, à totaliser 13 000 yards à la course et 4 000 yards à la réception. Il termine avec 914 yards parcourus, dépassant Greene sur cette statistique.
Pour la saison 2011, Tomlinson est officiellement désigné comme remplaçant ou soutien de Shonn Greene, et apparaît désormais surtout lors des 3rd downs, où il se voit être plus utilisé comme receveur que comme coureur. Le 25 septembre, à la suite de la réception d'un touchdown, il devient le troisième joueur après Emmitt Smith et Jerry Rice à inscrire au moins 160 touchdowns durant sa carrière.
Finalement, à l'issue de la saison, il déclare son intention d'arrêter sa carrière. Le 17 juin 2012, il signe un contrat non rémunéré d'une journée avec la franchise des Chargers de San Diego afin d'annoncer sa retraite sportive en tant que joueur de cette équipe.

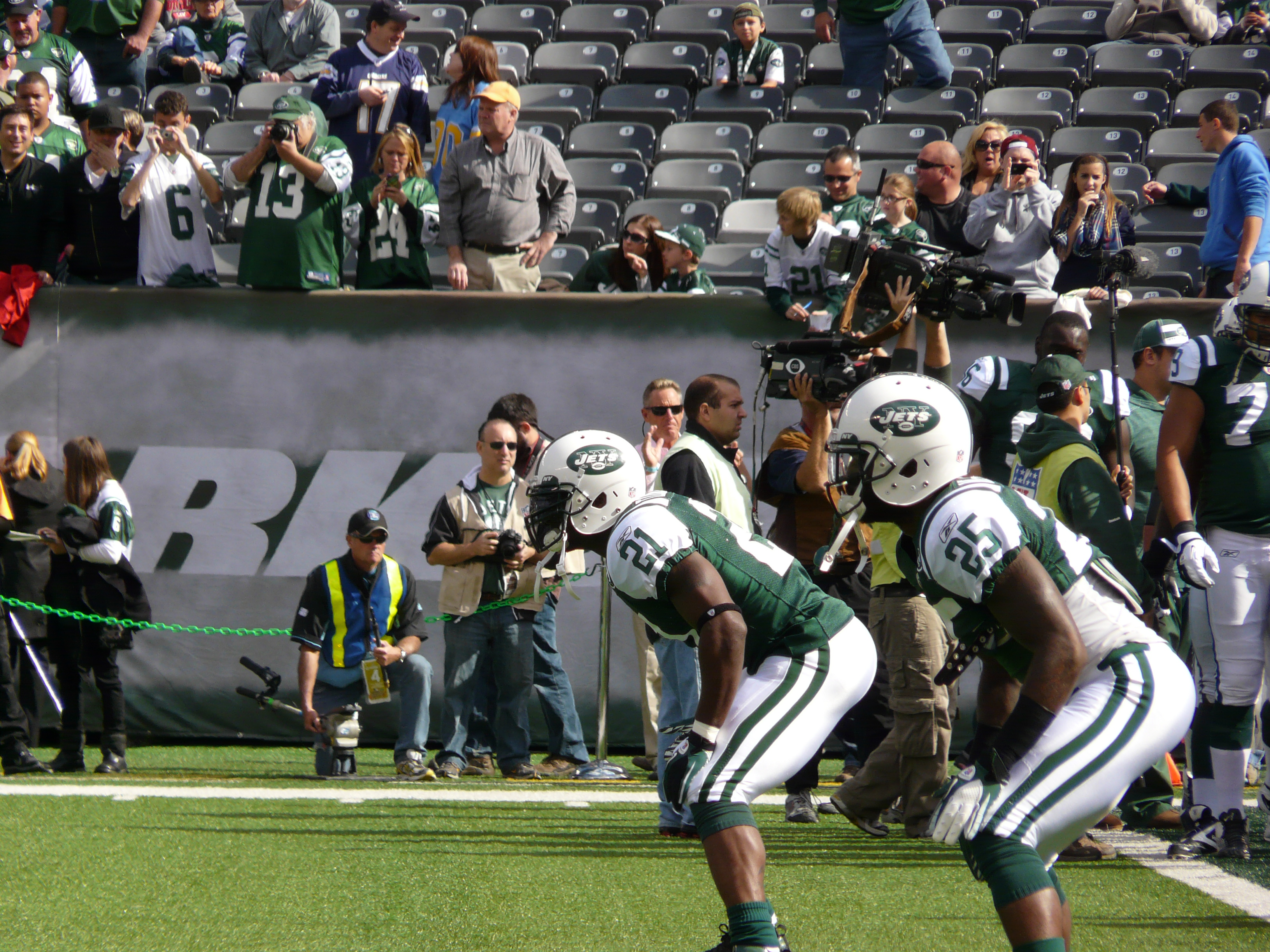
LaDanian Tomlinson chez les Jets de New York.

Il termine sa carrière 5e au rang du joueur ayant parcouru le plus de yards à la course (13,684), deuxième au nombre de touchdowns inscrits à la course (145) et troisième au nombre total de touchdowns inscrits (162).

## Palmarès

### Universitaire
- 1999 et 2000 : meilleur joueur à la course de NCAA
- 2000 : 4e du trophée Heisman

### NFL
- MVP de la NFL en 2006
- Sélectionné cinq fois pour le Pro Bowl : 2002, 2004, 2005, 2006, 2007
- Joueur offensif de l'année : 2006
- Deux fois leader de la NFL en termes de yards courus : 2006, 2007
- Un des trois running backs de l'histoire de la NFL à dépasser les 100 réceptions et les 1 000 yards gagnés à la course en une saison (avec Matt Forté et Christian McCaffrey)[1].

## Statistiques NFL
| Année  | Équipe                | MJ     |       | Courses | Courses | Courses | Courses |       | Passes réceptionnées | Passes réceptionnées | Passes réceptionnées | Passes réceptionnées |  | Fumbles | Fumbles |
| Année  | Équipe                | MJ     | Nb.   | Yards   | Moy.    | TD      | Nb.     | Yards | Moy.                 | TD                   | Nb.                  | Perdus               |  |         |         |
| 2001   | Chargers de San Diego | 16     | 339   | 1 236   | 3,6     | 10      | 59      | 367   | 6,2                  | 0                    | 8                    | 5                    |  |         |         |
| 2002   | Chargers de San Diego | 16     | 372   | 1 683   | 4,5     | 14      | 79      | 489   | 6,2                  | 1                    | 3                    | 1                    |  |         |         |
| 2003   | Chargers de San Diego | 16     | 313   | 1 645   | 5,3     | 13      | 100     | 725   | 7,3                  | 4                    | 2                    | 0                    |  |         |         |
| 2004   | Chargers de San Diego | 15     | 339   | 1 335   | 3,9     | 17      | 53      | 441   | 8,3                  | 1                    | 6                    | 2                    |  |         |         |
| 2005   | Chargers de San Diego | 16     | 339   | 1 462   | 4,3     | 18      | 51      | 370   | 7,3                  | 2                    | 3                    | 1                    |  |         |         |
| 2006   | Chargers de San Diego | 16     | 348   | 1 815   | 5,2     | 28      | 56      | 508   | 9,1                  | 3                    | 2                    | 1                    |  |         |         |
| 2007   | Chargers de San Diego | 16     | 315   | 1 474   | 4,7     | 15      | 60      | 475   | 7,9                  | 3                    | 0                    | 0                    |  |         |         |
| 2008   | Chargers de San Diego | 16     | 292   | 1 110   | 3,8     | 11      | 52      | 426   | 8,2                  | 1                    | 1                    | 0                    |  |         |         |
| 2009   | Chargers de San Diego | 14     | 223   | 730     | 3,3     | 12      | 20      | 154   | 7,7                  | 0                    | 2                    | 2                    |  |         |         |
| 2010   | Jets de New York      | 15     | 219   | 914     | 4,2     | 6       | 52      | 368   | 7,1                  | 0                    | 4                    | 0                    |  |         |         |
| 2011   | Jets de New York      | 14     | 75    | 280     | 3,7     | 1       | 42      | 449   | 10,7                 | 2                    | 0                    | 0                    |  |         |         |
| Totaux | Totaux                | Totaux | 3 174 | 13 684  | 4,3     | 145     | 624     | 4 772 | 7,6                  | 17                   | 31                   | 12                   |  |         |         |

## Records NFL
- Record de touchdowns en une saison : 31
- Record de touchdown couru en une saison : 28
- Record de points en une saison : 186
- Plus grand nombre de matchs avec 2 TD courus (38) et 3 TD courus (12)